# Hugo II Logothetti
Hugo Wladimir Emanuel Karl Borromäus Franz de Paula Johannes Nepomuk graaf Logothetti (Klausenburg, 2 oktober 1852 – Teheran 3 augustus 1918) was een Oostenrijks-Hongaars diplomaat en de laatste gezant van de Dubbelmonarchie in Teheran.

## Afkomst

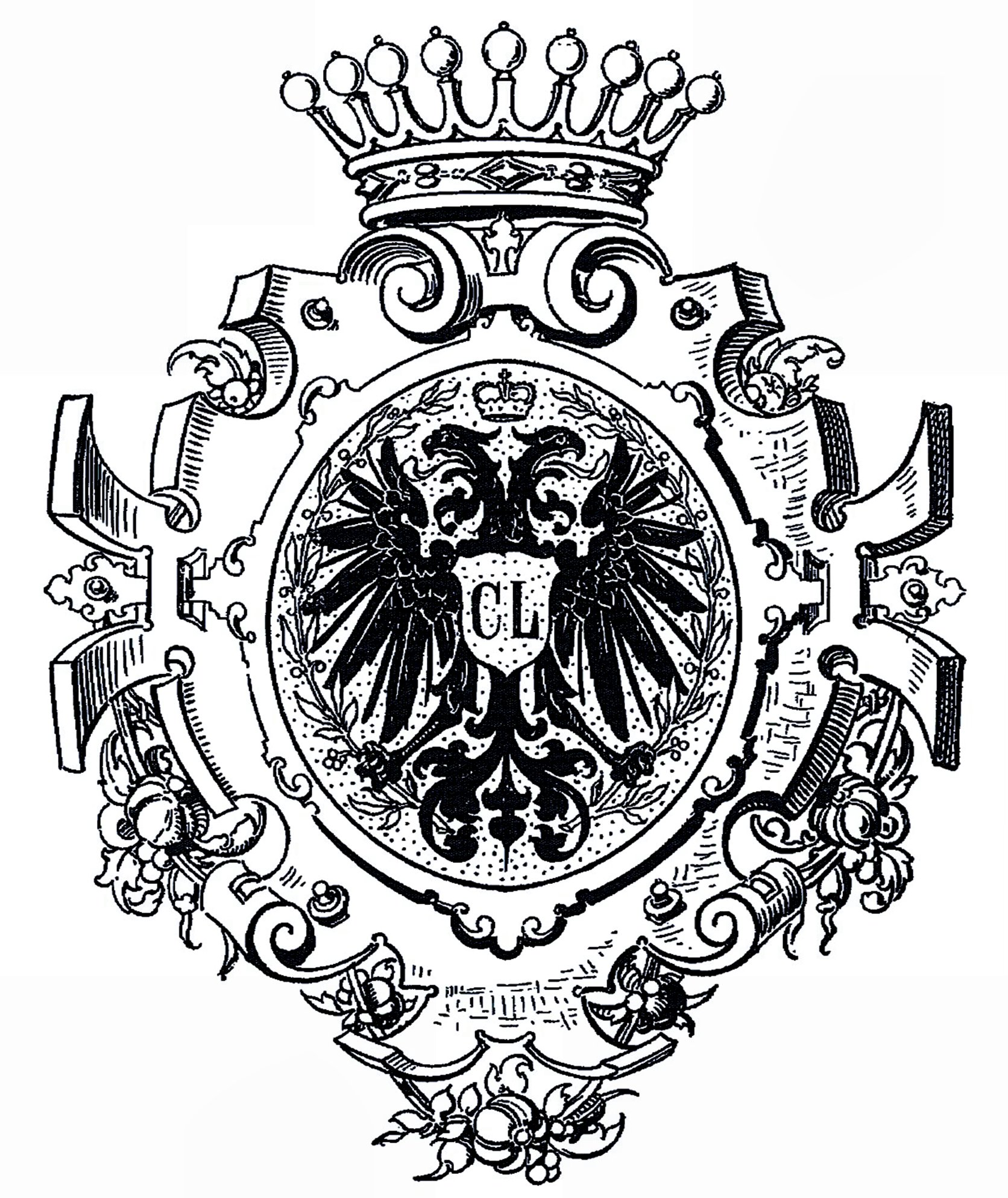
Wapen van het geslacht Logothetti

Hugo II graaf Logothetti stamde uit een oud Byzantijns geslacht dat na de val van Constantinopel (1453) op het Ionische eiland Zante (Zakynthos) woont. In de 18e eeuw kwam een nakomeling, officier van de Venetiaanse Republiek, Giacomo (Jakob) Conte Logothetti (1741-1802) in het vorstendom Moldavië terecht. Na de annexatie van de Boekovina werd hij Oostenrijks staatsburger. Zijn nakomelingen speelden een belangrijke rol bij de verdediging van deze oostelijkste grensprovincie en behoorden tot de aanzienlijke ingezetenen van de hoofdstad Czernowitz (nu: Chernivcy, Oekraïne).
Hugo’s grootvader Hugo I graaf Logothetti (1801-1861) verwierf na zijn huwelijk met Pauline baronesse von Bartenstein, een directe nakomelinge van de kanselier van Maria-Theresia Johann Christoph von Bartenstein, in 1830 de landgoederen Bilovice en Březolupy bij Uherské Hradiště in Zuid-Moravië. Hij stond bekend als maecenas van de Tsjechische schilder Josef Mánes(1820-1871) en liet door deze o.a. Veruna Čudová schilderen. Dit portret is tegenwoordig het bekendste genrestuk van Mánes.

Hugo II werd op 2 oktober 1852 geboren in Klausenburg (nu: Cluj-Napoca, Roemenië), waar zijn vader Vladimir graaf Logothetti (1822-1892) als officier diende. Omdat zijn moeder uit de hoogste Zevenburgse adel (Nemes de Hidvég) stamde en in Klausenburg ingezeten was, werd hij in de kathedraal van Klausenburg gedoopt. In 1858 keerde de familie terug naar Bilovice.

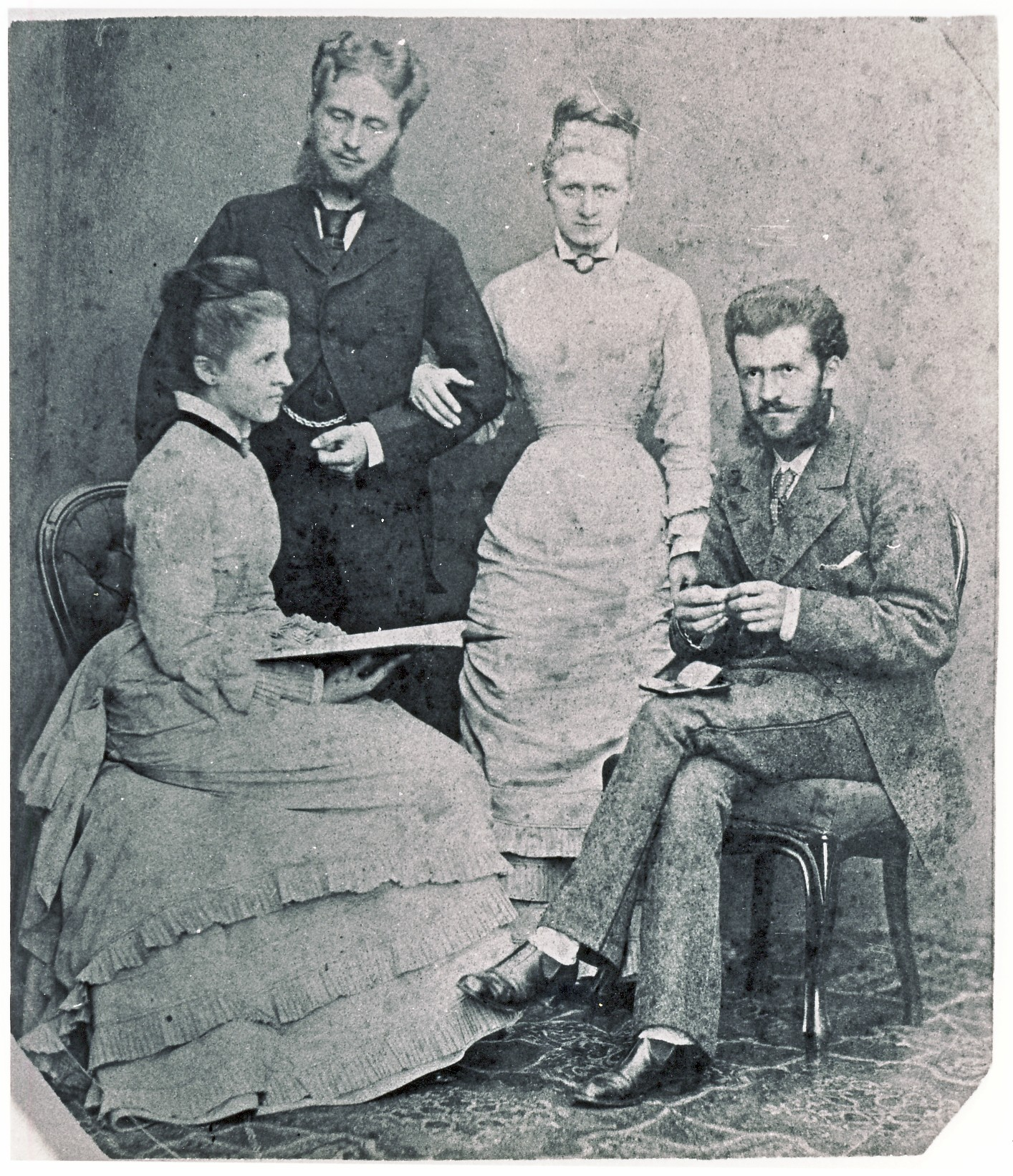
De Logothetti-kinderen. V.l.n.r.: Rosa gravin Logothetti (1856-1941), Hugo II graaf Logothetti (1852-1918), Maria baronesse Taxis geb. gravin Logothetti (1859-1929), Alfred graaf Logothetti (1853-1923). Bilovice, ca. 1880

## Carrière
Na het gymnasium in Uherské Hradiště trad Hugo II als vrijwilliger in dienst in het 54e Linieregiment in Olomouc, maar moest om gezondheidsredenen de militaire dienst in 1871 verlaten. Omdat hij aanleg voor talen had, studeerde hij 1872-1877 bij de door keizerin Maria Theresia van Oostenrijk gestichte Orientalische Akademie in Wenen, de voorgangster van de huidige Diplomatische Akademie. Tijdens zijn studie kreeg hij meermalen een premie wegens uitstekende studieresultaten. Omdat hij vloeiend Arabisch, Perzisch en Turks sprak, was zijn eerste buitenlandse post bij het gezantschap in Constantinopel, destijds een van de belangrijkste diplomatieke missies van Oostenrijk-Hongarije in het buitenland.
Zijn verdere carrière was typisch voor een kundige diplomaat: consul-elève in Constantinopel 1877-1880, consul-elève in Alexandrië (Egypte) 1880-1882, plaatsvervangend consul in Alexandrië in 1882, in hetzelfde jaar consul in Port Saïd. In 1883 vertegenwoordiger van Oostenrijk-Hongarije in de commissie voor schadeloosstellingen in Alexandrië. Vanaf september 1883 attaché in Constantinopel, waar hij in 1886 gezantschapssecretaris werd en kennis maakte met de Oostenrijks-Hongaarse diplomaat Julius baron Zwiedinek von Südenhorst (1833-1918), zijn latere schoonvader.
Op 17 juli 1886 volgde het huwelijk met Frieda Barbara baronesse Zwiedinek von Südenhorst (1866-1945), in de kerk St. Maria Draperis in de diplomatenwijk Pera van Constantinopel. In 1889 werd Logothetti benoemd tot rechter van eerste aanleg in het toenmalige Internationale Gerechtshof in Alexandrië. Deze functie bekleedde hij tot 1897, toen hij tot consul-generaal van Oostenrijk-Hongarije in Roemenië te Galati werd benoemd, waar hij tegelijkertijd afgezant voor Oostenrijk-Hongarije in de Donaucommissie was. Van 1899-1906 was hij consul-generaal in Barcelona, 1906-1907 consul in Milaan, 1907-1911 consul in Hamburg, 1911-1912 consul-generaal in Tunis.

Vanwege de toenemende politieke spanningen op de Balkan en in het Nabije Oosten werd het noodzakelijk om het gezantschap in het destijds neutrale Perzië te bezetten met een ervaren diplomaat met goede kennis van het land en de taal. De nieuwe Oostenrijks-Hongaarse minister van buitenlandse zaken Leopold Berchtold (1863-1942) benoemde daarom Logothetti op 12 mei 1912 tot nieuwe k. u. k. Buitengewoon gevolmachtigd minister en gezant in Teheran. Bij deze gelegenheid werd het staatsieportret dat hier is afgebeeld geschilderd. Overigens was Logothetti via zijn grootmoeder Karolina gravin Berchtold met de minister verwant en de edelen bezochten elkaar over en weer.

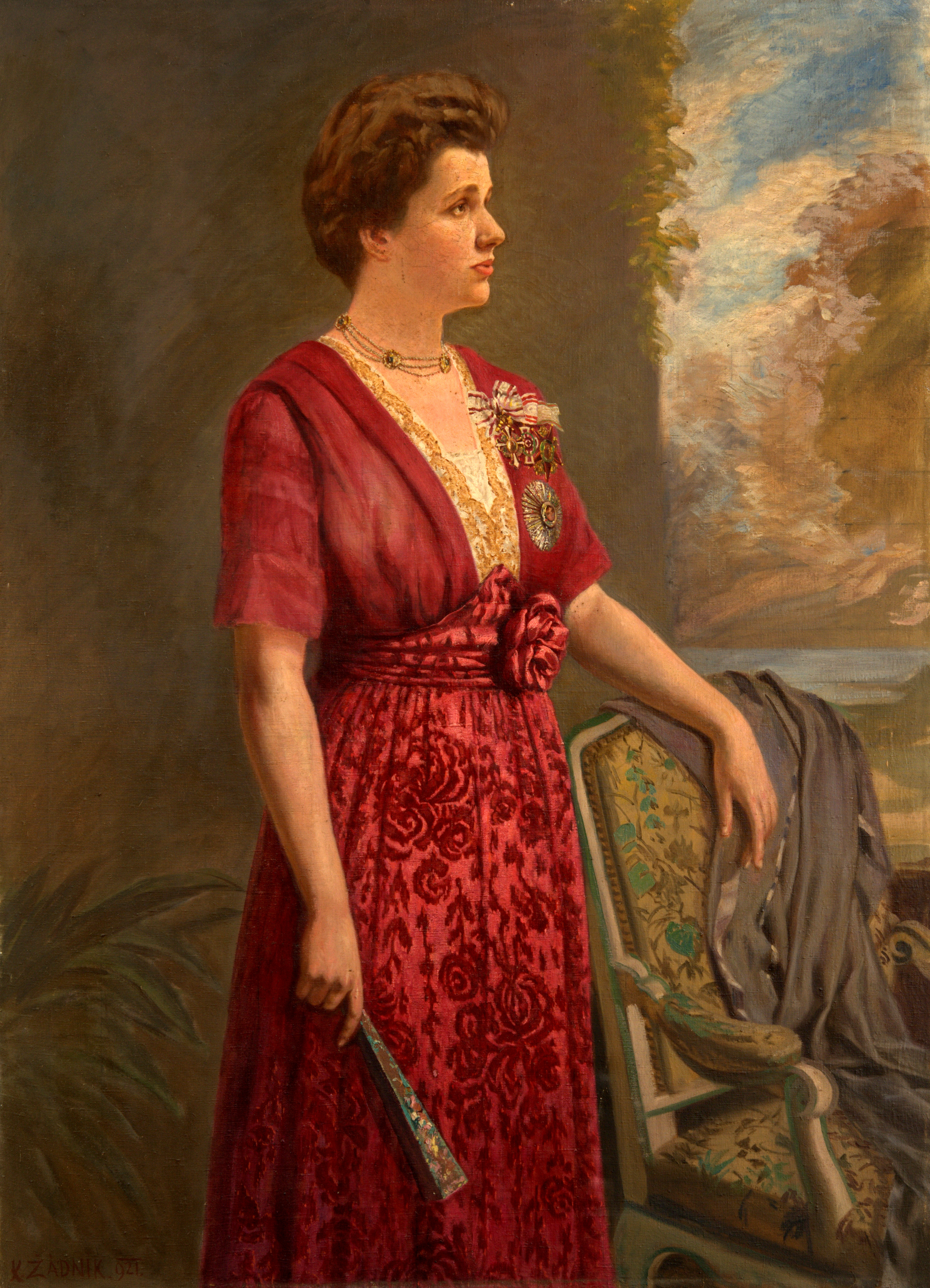
Frieda gravin Logothetti geb. baronesse Zwiedinek van Südenhorst Ze draagt de grote ronde ster van de Perzische Orde van de Zon

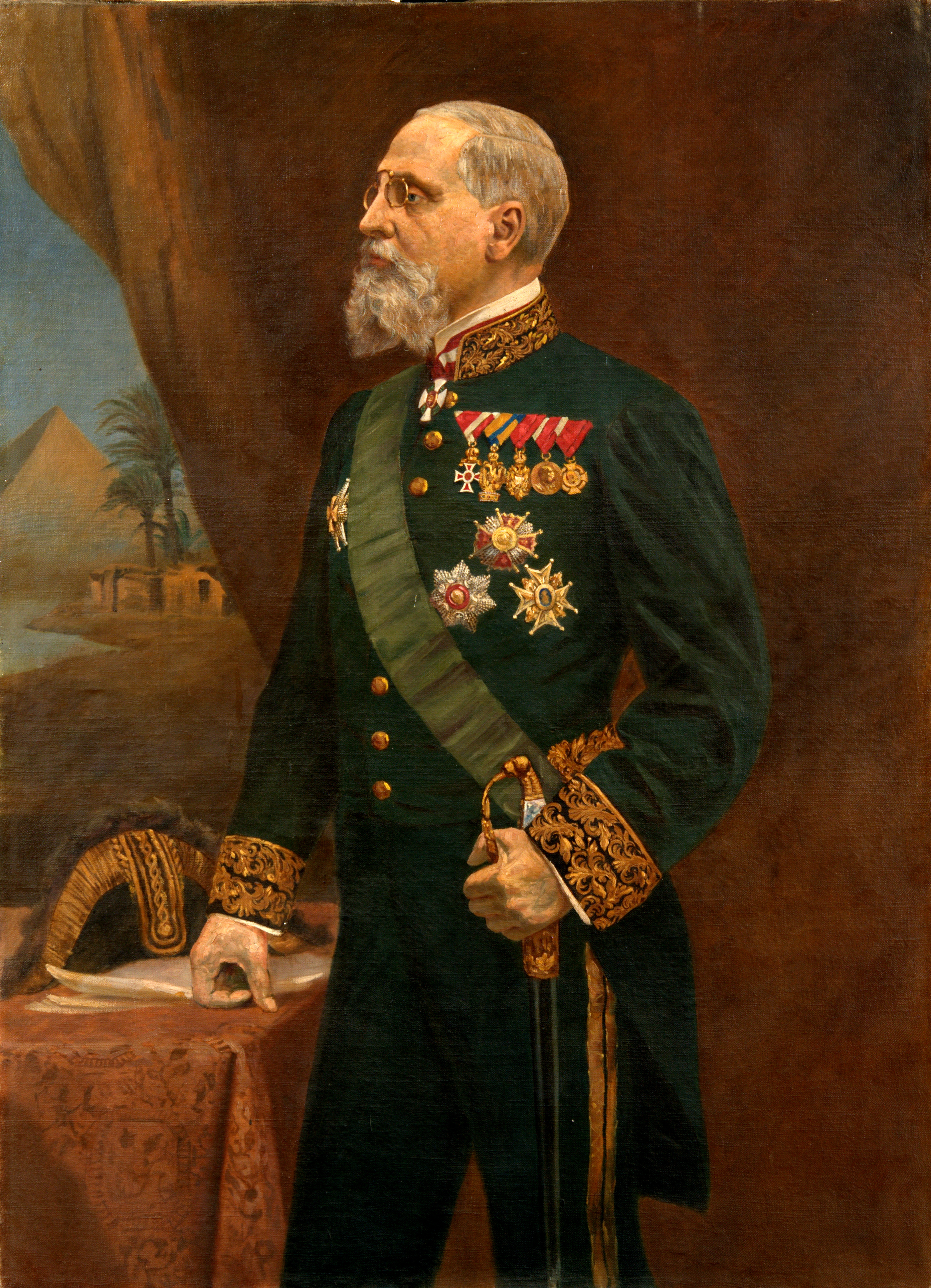
Hugo II graaf Logothetti

Engeland en Rusland hadden al in 1906 Perzië in wederzijdse invloedssferen opgedeeld – de Russen heersten over Noord-Perzië, de Britten over het aan India grenzende Zuidoosten. In het westen trachtte het Osmaanse rijk als bondgenoot van Oostenrijk-Hongarije invloed te winnen. In een geheim verdrag (1907) probeerden Engeland en Rusland om aan deze situatie een formele volkenrechtelijk basis te geven. Dat was echter vergeefs, omdat de Perzen onverwacht met een constitutionele revolutie reageerden die echter in de maanden maart en april 1912 met Russische en Britse hulp met geweld werd beëindigd. Desondanks was de nieuwe heerser gewaarschuwd en probeerde althans in het openbaar neutraal te blijven. In de Eerste Wereldoorlog verklaarde Perzië zich dan ook formeel neutraal.
Logothetti gaf officieel op 4 november 1912 zijn geloofsbrieven over, waarmee zijn functie in Teheran begon. De nieuwe gezant had van zijn eigen regering de opdracht gekregen om de neutraliteit van Perzië tegen alle pogingen van Rusland en Engeland om deze af te schaffen te verdedigen. Verder moest hij natuurlijk de belangen van Oostenrijk-Hongarije in het oog houden.
Toen de Eerste Wereldoorlog in 1914 uitbrak, was Logothetti op verlof. Gezien de oorlogsomstandigheden liet hij zijn gezin in het vaderland (Moravië) achter en keerde alleen op zijn post terug, waar hij – tegen alle gebruikelijke diplomatieke gewoonten in – door de Russen werd gearresteerd en, na beroving van zijn complete vermogen, via Zweden naar Europa werd teruggestuurd. Op 27 april 1915 kwam Logothetti weer in Teheran terug. Na een mislukte poging tot een putsch die door het Duitse Rijk was ondersteund (augustus 1915) en een Duitse poging om via Perzië een front tegen Brits-Indië in Afghanistan te openen, was de situatie voor diplomaten van de Centrale Machten erg onzeker geworden. De meeste staten riepen hun diplomaten terug en vanaf 1916 was Logothetti praktisch de enige gezant van de Centralen die nog in Perzië in functie was. Hij overleefde verschillende aanslagen op zijn leven (1916, 1917) vrijwel ongeschonden.
In januari 1918 deed de nieuwe Perzische regering een poging om de formeel nooit opgegeven neutraliteit van het land ook de facto terug te winnen. Na de Russische revolutie van 1917 en het vertrek van Russische troepen uit Noord-Perzië deed Logothetti moeite om alle krijgsgevangenen van Oostenrijks-Hongaarse herkomst in Russisch-Turkmeense concentratiekampen vrij te krijgen, naar het nabij gelegen Perzië te vervoeren en zo naar huis te sturen. Hij had hiermee gedeeltelijk succes totdat hij op 3 augustus 1918 plotseling op mysterieuze wijze stierf. Hoogstwaarschijnlijk was de doodsoorzaak een arsenicumvergiftiging. Hij werd in de Franse missiekerk begraven.

## Familie

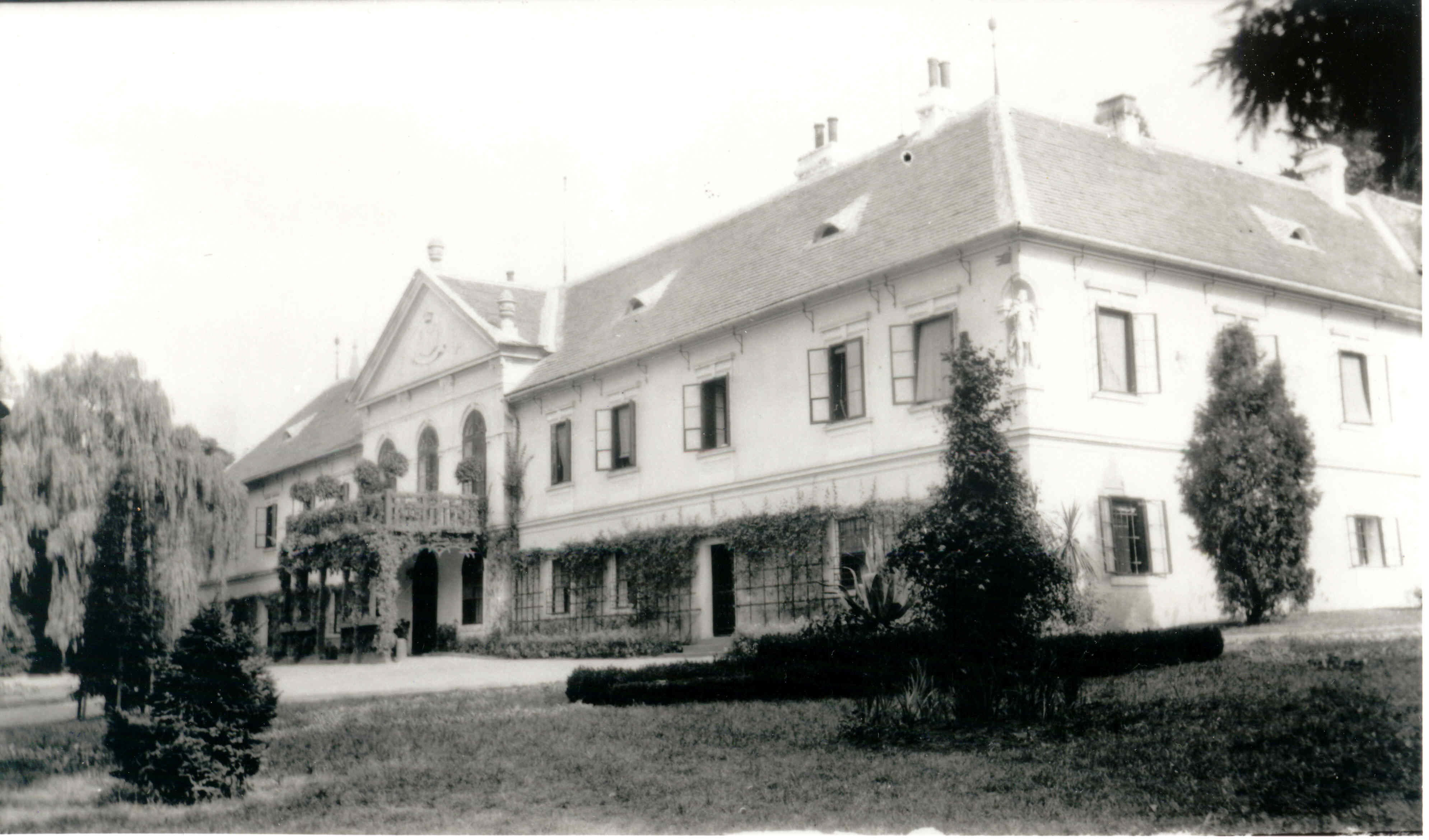
Landgoed Bilovice, foto: Willem-Bernard Engelbrecht, juli 1911

Hugo II graaf Logothetti had met zijn echtgenote Frieda (gestorven in 1945) 10 kinderen, van wie drie als kind stierven. De oudste dochters Marie-Rose gravin Logothetti (1888-1976) en Karoline (Lola) gravin Logothetti (1891-1978) trouwden met beroepsdiplomaten – Marie-Rose met de Italiaanse gezant Giulio Cesare Cavagliere Montagna (1874-1954), Lola met de Nederlandse consul Willem Bernard Engelbrecht (1881-1955). Hermine (Meta) trouwde met de Hongaarse rechter Géza de Ertsey en de jongste dochter Carmen met de ingenieur Lothar Schmid. De oudste zoon Felix diende in de k.u.k. armee als officier (ritmeister) en trouwde met Stella gravin Barbo-Waxenstein. In 1942 werden hijzelf, zijn vrouw en zijn zoon Deodat tijdens een gevecht van communistische partisanen met de Italiaanse bezettingsmacht op het sinds eeuwen in het bezit van de familie Barbo zijnde slot Watzenberg (Dob) in het huidige Slovenië vermoord. De middelste zoon Hugo III graaf Logothetti (1901-1975) bleef tot 1945 op het Moravische familiegoed Bilovice, net als de jongste Emanuel (1907-1990) die tot 1938 ambtenaar van de Tsjechoslowaakse Republiek en na 1945 ambtenaar (staatssecretaris voor vluchtelingzaken) van Beieren in München werd.

## Orden en onderscheidingen
Logothetti kreeg in zijn leven een hele reeks onderscheidingen. Volgens de documenten die zich in het familie-archief bevinden, had hij ontvangen:
- Ritterkreuz des Franz-Joseph-Ordens, Oostenrijk-Hongarije - 1882
- Osmanje Orden, Osmaans Rijk - 1883
- Cavagliere dell' Ordine della Corona d'Italia, Italië - 1899
- Mecidiye-Orden, Osmaans Rijk - 1884
- Mecidye-Orden I. Klasse mit Stern, Osmaans Rijk - 1897
- Orden der Eisernen Krone, Oostenrijk-Hongarije - 1902
- Comendador con Placa de la Real Orden de Isabel la Católica, Spanje - 1905
- Comendador de la real y Distinguida Orden de Carlos III, Spanje - 1906
- De Oostenrijkse Leopoldsorde, Österreichisch-Kaiserliche Leopold-Orden I. Klasse, Oostenrijk-Hongarije - 1908
- Grand Cordon de l'Ordre du Nichan-Istikhar, Tunesië - 1912/1330
- Kriegskreuz für Zivilverdienste I. Klasse, Oostenrijk-Hongarije - 1918, post mortem

Hij was sinds 1895 ook "Kaiserlich und königlich Kämmerer" (Kamerheer).